# The Blind Heroine
The Blind Heroine è un cortometraggio muto del 1912 diretto da Bert Haldane.
Non si conoscono altri dati del film che, prodotto dalla Hepworth, fu distrutto nel 1924 dallo stesso produttore. Cecil M. Hepworth, in gravi difficoltà finanziarie, giunse a tanto per poter recuperare il nitrato d'argento della pellicola.

## Trama
Un'orfana cieca scopre alcuni ladri, ma riesce a chiamare la polizia.

## Produzione
Il film fu prodotto dalla Hepworth.

## Distribuzione
Distribuito dalla Hepworth, il film - un cortometraggio di 145 metri - uscì nelle sale cinematografiche britanniche nell'aprile 1912.